# 44 Pułk Lotnictwa Łącznikowego

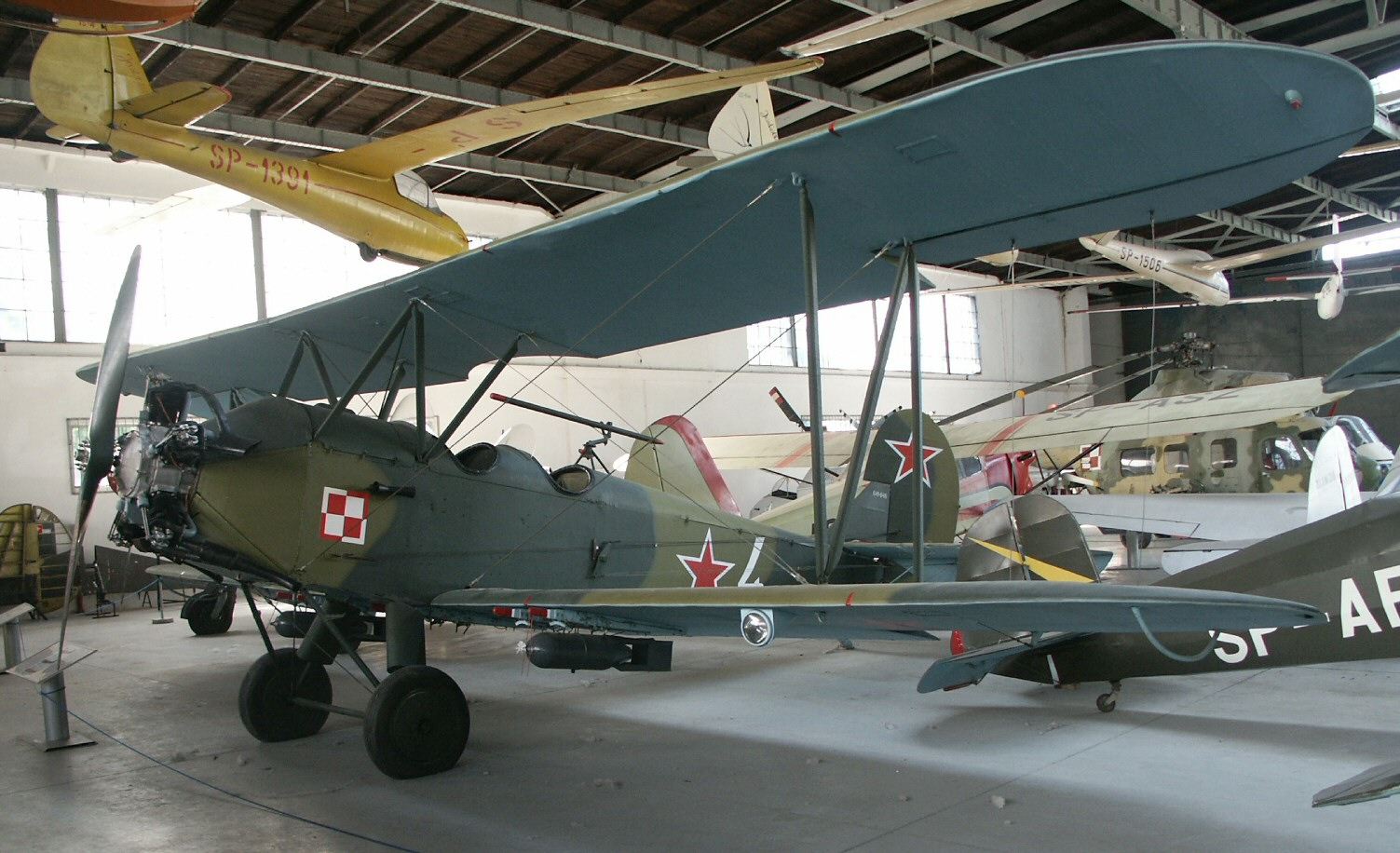
Po-2

44 Pułk Lotnictwa Łącznikowego (44 plł) – oddział wojsk lotniczych SZ PRL.

## Formowanie i zmiany organizacyjne
W 1951 roku na lotnisku Okęcie rozpoczęto formowanie 44 Pułku Lotnictwa Łącznikowego. Etat nr 6/152 przewidywał 335 żołnierzy i 33 pracowników kontraktowych. 1 grudnia 1952 roku pułk posiadał 27 samolotów Po-2.
W 1953 roku pułk został przeformowany na 13 Eskadrę Lotnictwa Łącznikowego oraz Klucz Lotniczy Warszawskiego Okręgu Wojskowego.